# Wehrmacht
Wehrmacht (en alemany, 'Força de Defensa") és el nom que es va donar a les forces armades alemanyes entre els anys 1935 i 1945. La Wehrmacht va ser creada perquè el règim nacionalsocialista va decidir dissoldre la Reichswehr. D'altra banda, Wehrmacht ('Força de Defensa') fou la designació oficial en alemany de les forces armades suïsses d'ençà llur estatalització, el 1850, fins al 2003, en què foren rebatejades Schweizer Armee ('Exèrcit Suís'), el mateix terme que sempre s'havia usat oficialment en francès (Armée suisse), italià (Esercito svizzero) i romanx (Armada svizra). En canvi, la traducció oficial a l'anglès és Swiss Armed Forces ('Forces Armades Suïsses').

## Estructura

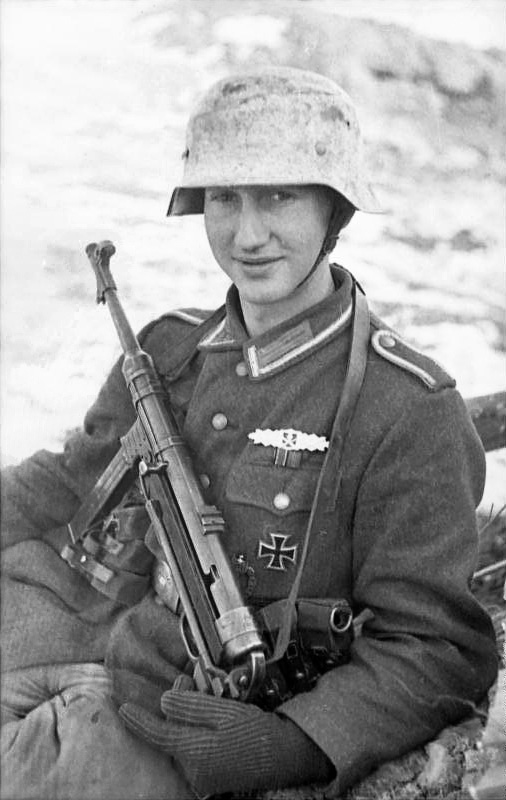
Jove sergent de la Wehrmacht lluint la insígnia de la Medalla de la Campanya d'Hivern a l'Est 1941/42 a la solapa (front rus, i lluint també una creu de ferro de 1a classe al pit, gener de 1944)

La Wehrmacht consistia en l'Exèrcit (Heer), l'Armada (Kriegsmarine, 'Marina de Guerra) i la Força Aèria (Luftwaffe). Durant la Segona Guerra Mundial, vora les unitats de la Wehrmacht (que constituïen el gruix de les forces), també lluitaven al front altres organitzacions armades que no formaven part de la Wehrmacht, sinó del partit nazi, si bé estaven subordinades a l'alt comandament de la Wehrmacht en els afers estrictament militars; es tractà, essencialment, de la Waffen-SS, i, ocasionalment, d'unitats de la Sturmabteilung (SA).

## Història
La Reichswehr ('Defensa Governamental') constituïa les forces armades de la República de Weimar, hereves del derrotat exèrcit imperial alemany. Ernst Röhm, cap de les Stürmabteilung (SA), va voler annexar l'exèrcit a les seves files, oposant-se als interessos d'Adolf Hitler, que creia que això podia desestabilitzar el règim. Després de la nit dels ganivets llargs, i l'assassinat de Röhm, Hitler va sotmetre el Reichwerh i va integrar una gran part de la milícia de les Sicherheitsdienst (SD) al Reichswerh, organitzant la Wehrmacht. Els més seleccionats van constituir les SD i Schutzstaffel (SS). Entre els organitzadors del nou exèrcit es troben Heinz Guderian, Walter von Reichenau i Alfred Jodl.
Legalment, el Comandant en Cap de la Wehrmacht fou Adolf Hitler en qualitat de Cap d'Estat d'Alemanya, després de la mort del President Paul von Hindenburg l'agost de 1934. En la reorganització de 1938, Hitler va esdevenir el Comandant Suprem de les Forces Armades fins a la seva mort, el 30 d'abril de 1945. L'administració i autoritat va recaure inicialment en el ministre de la guerra Werner von Blomberg. Després de la renúncia de von Blomberg el 1938, el ministeri va ser dissolt i es va crear l'Alt Comandament de les Forces Armades (OKW) dirigit per Wilhelm Keitel.
Cap al 1939, l'exèrcit alemany comptava amb 6 milions de soldats i durant la Segona Guerra Mundial van servir-hi més de 12 milions de soldats de diferents nacionalitats.

## Noves tàctiques

Calcomania pel casc, 1942.

La Wehrmacht va introduir novetats en les tàctiques militars:
- Es va substituir la guerra de trinxeres per la Blitzkrieg o "guerra llampec".
- Es va integrar l'artilleria mecanitzada a la infanteria.
- Es va incloure nous oficials amb més grau d'iniciativa.
- L'armament va canviar radicalment, amb l'ús de metralladores més lleugeres i fàcils de transportar.
- L'organització d'escamots mòbils d'assalt, escamots de logística, i una cadena de comandament monolítica, però que permetia l'autonomia d'acció a escamots sense oficials de comandament si aquests faltaven o queien.
- La tàctica d'atac per encerclament o pinça va ser una vertadera innovació. S'encerclava un sector del front prèviament castigat per l'artilleria, capturant bosses en envoltar els flancs per neutralitzar-los.

## La Segona Guerra Mundial
Durant la Segona Guerra Mundial la Wehrmacht va aconseguir victòries èpiques i ressonantes en els diversos escenaris, derrotant els exèrcits europeus amb relativa facilitat, incloent a anglesos i francesos.
En la invasió de la Unió Soviètica, la Wehrmacht va aconseguir contundents èxits inicials i l'annihilació de gran part de les dotacions de frontera de l'Exèrcit Roig i profunds avenços dins del territori de l'URSS. Algunes unitats de reconeixement alemanes van arribar a albirar les torres del Kremlin. Els soviètics, tanmateix, van resistir l'embranzida, i mobilitzant totes les reserves humanes i materials, recolzats pel dur hivern, van evitar la caiguda de Moscou i Stalingrad. Tot i això, la maquinària bèl·lica alemanya encara era forta, al punt de mantenir efectivament ocupada a Europa i batallar a l'Àfrica.
L'estiu de 1943, la Wehrmacht va patir la pitjor derrota en terres russes, en la batalla de Kursk, la contraofensiva soviètica que va destruir les millors unitats blindades de la Wehrmacht, causant fortíssimes baixes. A partir de llavors la Wehrmacht no recuperaria la iniciativa, retrocedint fins a Alemanya, i essent derrotats després de la caiguda de Berlín el 1945.
Els soldats van ser desmobilitzats després del conflicte el 1945.